# Pedicellina australis
Pedicellina australis är en bägardjursart som beskrevs av Ridley 1881. Pedicellina australis ingår i släktet Pedicellina och familjen Pedicellinidae. Inga underarter finns listade i Catalogue of Life.